# Линија везе
Линија везе је систем уређаја и инсталација који повезују предајнике и пријемнике станица везе. Разликују се оптичке, акустичне и електричне линије везе, по врсти сигнала који се преносе.
Електричне линије везе се највише употребљавају у телекомуникацији. Дијеле се на жичне и бежичне. 
Жичне линије везе могу бити:
- ваздушне - сталне, полусталне,
- кабловске - сталне (висеће, подземне, подводне), и
- пољске.

Бежичне линије везе су радио и радио-релејне. Радио везе се одликују способношћу везе једног предајника с неогранићеним бројем пријемника у исто вријеме и могућношћу кретања током везе. Радио-релејне везе обезбјеђују више посебних канала везе у једном тренутку.